# یکجفتی
 یکجفتی، روستایی از توابع بخش مرکزی شهرستان صحنه واقع در استان کرمانشاه ایران است که در دشت چمچمال واقع شده است.

## اهالی
بیشتر مردم روستای یکجفتی از طایفه‌ی سیه سیه ایل کلهر هستند که چند نسل پیش به دشت چمچمال مهاجرت کرده و سرانجام در یکجفتی ساکن شده‌اند. همچین طوایفی از لک ها مانند گشوری، ورمزیار، احمدوند و کاکاوند و... نیز در روستا ساکن‌اند.

## جمعیت
روستای یکجفتی در دهستان گاماسیاب (صحنه) قرار دارد و براساس سرشماری مرکز آمار ایران در سال ۱۳۸۵، جمعیت آن ۱۲۴ نفر (۲۶خانوار) بوده‌است.